# Zahrunivka, Zinkiv
Zahrunivka (în ucraineană Загрунівка) este localitatea de reședință a comunei Zahrunivka din raionul Zinkiv, regiunea Poltava, Ucraina. În secolul al XIX-lea, satul făcea parte din volostul Kovalivka, uezdul Zinkiv.

## Demografie
Componența lingvistică a localității Zahrunivka
     Ucraineană (94,02%)
     Rusă (4,55%)
     Română (1,2%)
     Alte limbi (0,24%)
Conform recensământului din 2001, majoritatea populației localității Zahrunivka era vorbitoare de ucraineană (94,02%), existând în minoritate și vorbitori de rusă (4,55%) și română (1,2%).